# Агвадо, Александр Мария
Александр Мария Агвадо (исп. Alexandre-Marie Aguado, Marquis de Las Marimas Del Quadalquivir; 29 июня 1784, Севилья, Испания — 14 апреля 1842, Хихон, Испания) — парижский финансист.
Родился в еврейской семье, один из самых богатых парижских банкиров. Во время испанской войны за независимость он сражался с отличием в рядах жозефинцев, затем вступил во французскую армию полковником и как адъютант Су; но уже в 1815 году бросил службу.
Открыв в Париже торговый дом, он скоро нажил большие деньги и открыл банкирскую контору. Счастие, деятельность, смелость в предприятиях и замечательная сообразительность сделали его в короткое время одним из первых парижских банкиров. Он устроил несколько испанских займов, причём воспользовался данными ему полномочиями для спасения Испании от государственного банкротства. Все вышедшие из его банкирского дома испанские бумаги получили название агвадос, и греческий заём 1834 года состоялся только при его посредстве.
Фердинанд VII дал ему за его заслуги по осушению болот при устье Гвадалквивира титул маркиза de las marismas del Guadalquivir. После своей смерти (в Гижоне), он оставил состояние в 60 с лишком миллионов франков, отчасти в земельной собственности, и прелестную коллекцию картин, которую Говар описал в издании «Galerie Aguado» (4 т., Париж, 1839—47).